# Marco Antonio Verni
Marco Antonio Verni Lippi (Santiago, 27 de fevereiro de 1976) é um atleta chileno especialista em arremesso do peso e, esporadicamente, em lançamento do disco. É detentor do recorde sul-americano (arrebatado a Gert Weil, o seu atual treinador, em 2004) com 21,14 m e é múltiplo campeão sul-americano.
O seu recorde pessoal no lançamento do disco é 54.05 m.

## Presenças nas principais competições internacionais
- 2001 - Campeonatos Mundiais de Edmonton - 25º na qualificação (18.85m)
- 2003 - Campeonatos Mundiais de Paris - 21º na qualificação (19.24m)
- 2004 - Campeonatos Mundiais Indoor de Budapeste - 15º na qualificação (19.61m)
- 2004 - Jogos Olímpicos de Atenas - — (NM)
- 2005 - Campeonatos Mundiais de Helsínquia - 25º na final (18.60m)
- 2007 - Rio de Janeiro 2007 - 6º na final (18.54m)
- 2007 - Campeonatos Mundiais de Osaka - 28º na qualificação (18.68m)
- 2008 - Jogos Olímpicos de Pequim - 39º na qualificação (17.96m)